# Kumkum Bhagya
Kumkum Bhagya är en indisk TV-serie som sänds på den indiska kanalen Zee TV sedan 2014. Den är baserad på Jane Austens Förnuft och känsla. Serien språk är hindi.

## Rollista (i urval)
- Sriti Jha som Pragya Mehra
- Shabbir Ahluwalia som Abhishek Prem Mehra
- Arjit Taneja / Vin Rana som Poorab Khanna
- Mugda Chapekar som Prachi Mehra
- Naina Singh som Riya Mehra
- Krishna Kaul som Ranbir